# About Face
About Face – drugi solowy album Davida Gilmoura. Został wydany 27 marca 1984 roku nakładem wytwórni Columbia Records. Dwa utwory na płycie Gilmour napisał do spółki z liderem zespołu The Who – Pete’em Townshendem. W roku 1984 album osiągnął 32 pozycję popowych albumów Billboardu.
14 sierpnia 2006 EMI w Europie, a 12 września w USA i Kanadzie Legacy Recordings/Columbia Records wydały zremasterowaną wersję, na której czas niektórych utworów różni się nieco od wydania oryginalnego.

## Lista utworów
Wszystkie, z wyjątkiem opisanych skomponował David Gilmour, w nawiasach podano czas utworów z wydania 2006 r.

### Strona A
1. "Until We Sleep" – 5:15 (5:20)
2. "Murder" – 4:59
3. "Love on the Air" (Gilmour/Townshend) – 4:19 (4:20)
4. "Blue Light" – 4:35
5. "Out of the Blue" – 3:35 (3:37)

### Strona B
1. "All Lovers Are Deranged" (Gilmour/Townshend) – 3:14 (3:15)
2. "You Know I'm Right" – 5:06 (5:05)
3. "Cruise" – 4:40 (4:39)
4. "Let's Get Metaphysical" – 4:09
5. "Near the End" – 5:36 (5:50)

## Wykonawcy
- David Gilmour – śpiew, gitara
- Jeff Porcaro – perkusja
- Pino Palladino – gitara basowa
- Ian Kewley – organy Hammonda, instrumenty klawiszowe

### Dalsi wykonawcy
- Bob Ezrin – instrumenty klawiszowe
- Roy Harper – śpiew
- Jon Lord – syntezatory
- Michael Kamen – aranżacje orkiestrowe
- Steve Winwood – pianino
- Anne Dudley – syntezatory
- Louis Jardine – perkusja
- Ray Cooper – perkusja
- Vicki Brown – chór
- Sam Brown – chór
- Micky Feat – chór

## Wersje utworu "Blue Light"
1. "Blue Light" (wersja singlowa, edytowana) – 3:52
2. "Blue Light" (12" remiks z 12" singla Promo "Blue Light") – 6:10
3. "Blue Light" (wersja instrumentalna ze strony "B" 12" singla Promo "Blue Light") – 6:13

## Pozycje na listach przebojów
Album – Billboard (Ameryka Północna)
| Rok  | Lista przebojów   | Pozycja |
| ---- | ----------------- | ------- |
| 1984 | The Billboard 200 | 32      |

Single – Billboard (Ameryka Północna)
| Rok  | Singiel                   | Lista przebojów        | Pozycja |
| ---- | ------------------------- | ---------------------- | ------- |
| 1984 | "Blue Light"              | The Billboard Hot 100  | 62      |
| 1984 | "Blue Light"              | Mainstream Rock Tracks | 35      |
| 1984 | "All Lovers Are Deranged" | Mainstream Rock Tracks | 10      |
| 1984 | "Murder"                  | Mainstream Rock Tracks | 13      |